# Saint-Hilaire-lez-Cambrai
Saint-Hilaire-lez-Cambrai és un municipi francès, situat a la regió dels Alts de França, al departament del Nord. L'any 2006 tenia 1.636 habitants. Limita al nord amb Saint-Vaast-en-Cambrésis, a l'est amb Viesly, al sud amb Quiévy, al sud-oest amb Bévillers, a l'oest amb Boussières-en-Cambrésis i al nord-oest amb Saint-Aubert i Avesnes-les-Aubert.

## Demografia
| 1962                                       | 1968  | 1975  | 1982  | 1990  | 1999  | 2006  |
| ------------------------------------------ | ----- | ----- | ----- | ----- | ----- | ----- |
| 1.763                                      | 1.840 | 1.718 | 1.688 | 1.656 | 1.632 | 1.636 |
| Des de 1962: població sense dobles comptes |       |       |       |       |       |       |

## Administració
| Període | Identitat            | Partit |
| ------- | -------------------- | ------ |
| 2001-   | Jean-Raymond Wattiez | PS     |